# Hardjur
Hardjur (Lagomorpha) är en ordning av däggdjur som omfattar de två familjerna harar och kaniner (Leporidae) med omkring 45 arter och familjen pipharar (Ochotonidae) med omkring 20 arter. Harar och kaniner förekommer naturligt eller är inplanterade över nästan hela världen. De förhållandevis småväxta piphararna förekommer i Asien och västra Nordamerika. 

## Systematik
De äldsta fossilen av hardjur är från paleocen (70 miljoner år sedan) och har hittats i Kina. Dessa djur tillhörde släktet Mimotona och delade flera kännetecken med dagens hardjur. Dock hade de vissa distinkta kännetecken och bedöms som en annan utvecklingslinje. Fossil som bevisar uppdelningen i dels harar och kaniner, dels pipharar, är 30 miljoner år gamla.
Hardjur klassificeras idag inte längre som gnagare, men de är gnagarnas systergrupp. På grund av en rad kännetecken som bara förekommer i ordningen Lagomorpha är djurgruppens monofyletiska status bra påvisad. Dessutom är dessa två djurgrupper sedan minst 70 miljoner år skilda från varandra. Tillsammans med djurgruppen gnagare bildar hardjur ett taxon med det vetenskapliga namnet Glires.
Ordningen delas i två familjer, harar och kaniner (Leporidae) och pipharar (Ochotonidae). Den senare av dessa förekommer bara i Nordamerika och norra Asien. Fram till sekelskiftet till 1800-talet fanns en tredje familj, Prolagidae, med bara en art, Prolagus sardus, som levde på Sardinien och Korsika.
```
-- 
Glires

   |-- 
Gnagare
 (Rodentia)
   '-- Hardjur (Lagomorpha)
       |-- 
Pipharar
 (Ochotonidae)
       '-- 
Harar och kaniner
 (Leporidae)
```

## Anatomi

### Yttre anatomi
Hardjur är små till medelstora djur. Kroppslängden ligger ofta mellan 15 och 30 cm, men det finns även individer som kan vara 70 cm långa. Vikten hos vuxna djur varierar mellan 0,1 och 7 kilogram. Svansen hos individer i familjen harar och kaniner är oftast kort. Pipharar saknar svans. Längden hos de bakre extremiteterna liksom öronen varierar. Öronen är oftast tydligt långa hos arter som lever i ökenområden. Pälsens färg är ofta anpassad till omgivningen och utgör därmed ofta ett kamouflage. Harar, kaniner och pipharar i den tempererade klimatzonen byter därför ofta päls under årets gång. Hos vissa hardjur är en del av pälsen markant färgad för en förbättrad kommunikation. Dessa områden finns oftast på svansen, öronen och bukens sidor.
Alla hardjur har en tät päls som antingen är ullig eller borstlik. I ansiktet finns tydliga känselhår som växer vid munnen och över ögonen. Särskilt hårda borsthår som finns på fotsulorna, tjänstgör troligtvis som stötdämpare. Däremot saknas oftast trampdynor, bara pipharar har trampdynor, vid tårna och vid handleden.
Mellan näsöppningarna och munnen finns en klyfta genom överläppen som är ett känselorgan. Särskilt hos familjen harar och kaniner förekommer stora öron, vilka kan röras oberoende av varandra för att fånga ljudvågor. Pipharar har mindre och rundade öron. Ögonen är stora och sitter på huvudets sidor.

### Skelett och tänder
Hos skelettet är den lätta skallen utmärkande. Benplattorna är särskilt tunna. Hos familjen harar och kaniner är skallens främre del perforerad.
Hardjur har 26 till 28 tänder. Allmänt liknar hardjurens tänder i stort sett gnagarnas tänder. Ett viktigt särdrag är ett andra par framtänder som ligger gömd bakom de egentliga framtänderna (se bild). Dessa tänder är ganska korta. De egentliga framtänderna saknar rot och växer hela livet. De måsta mala mot varandra när djuret tuggar för att inte bli övervuxna. Liksom hos gnagare ligger mellan framtänder och kindtänder en större klaff, hörntänder saknas. Även kindtänderna växer hela livet. De är särskilt breda och har djupa rännor.
Ryggraden är mycket rörlig och består av 7 hals-, 19 till 22 bröst- och länd-, 4 korsbens- och 7 till 16 svanskotor. De sistnämnda är oftast små och bildar en kort svans. Vid bröstet ansluter tio par revben. Hardjurens bäcken är långsträckt.
Vid de främre fötterna förekommer fem tår, men tummen är påfallande kort. I motsats till flera gnagare saknar de förmåga att gripa. De bakre fötterna har fyra tår som vanligen är tydlig förlängda. Medlemmar i familjen harar och kaniner har särskilt bra förmåga att hoppa på grund av sina förkortade lårben samt sina sammanvuxna vadben och skenben. Hos pipharar är främre och bakre extremiteter ungefär lika långa.

### Inre organ
Byggnaden av hardjurens inre organ motsvarar den typiska grundtypen för däggdjur. Differenser finns i konstruktionen av mag-tarmkanalen och könsorganen.
Magsäcken har en vanlig magslemhinna och sedan följer tunntarmen som vid ett ställe delar sig i tjocktarmen och en påfallande stor blindtarm. Blindtarmen kan hysa tio gånger magsäckens innehåll och har hos pipharar en längd som motsvarar 1,5 gånger hela djurets längd. Det maskformiga bihanget har särskilt många lympfkörtlar och hos pipharar finns flera bihang ytterligare, med liknande konstruktion.
Magsäcken saknar på grund av sin struktur förmåga att sönderdela cellulosan i födan. Den egentliga ämnesomsättningen sker alltså i blindtarmen som dessutom har en effektiv tarmflora. Alla födoämnen som nu är fritt tillgängliga vandrar till tjocktarmen, men där har hardjuren ingen möjlighet att överföra dem till blodet. De äter därför sin första mjuka spillning och därefter sker ämnesöverföringen i tunntarmen. Den andra spillningen är däremot hård.
Honorna har en dubbelsidig livmoder (Uterus duplex) som är separat ansluten till slidan. Hos familjen harar och kaniner finns en mellangård (perineum) mellan anus och könsorganen, medan pipharar har en säregen kloakliknande bildning, en "pseudokloak", då analöppningen och genitala öppningar omgärdas av en gemensam slutmuskel (sfinkter) och har en gemensam öppning. Pipharar har ett penisben, men egentliga harar saknar benet. Hos hardjur förekommer ingen scrotum, testiklarna ligger under huden vid penisens bas.

## Utbredning
Hardjur finns idag nästan över hela jorden. De saknades tidigare bara i södra Sydamerika, på Madagaskar, på de flesta sydöstasiatiska öarna samt i Australien och Oceanien.
Med människans hjälp har ordningen idag ett utbredningsområde som täcker hela världen med undantag av Antarktis. Å andra sidan infördes nästan alltid europeisk kanin (Oryctolagus cuniculus) i de nämnda regionerna som husdjur och köttproducent. Alla andra arter i ordningen har fortfarande ett begränsat utbredningsområde.

## Ekologi

### Bo och socialt beteende

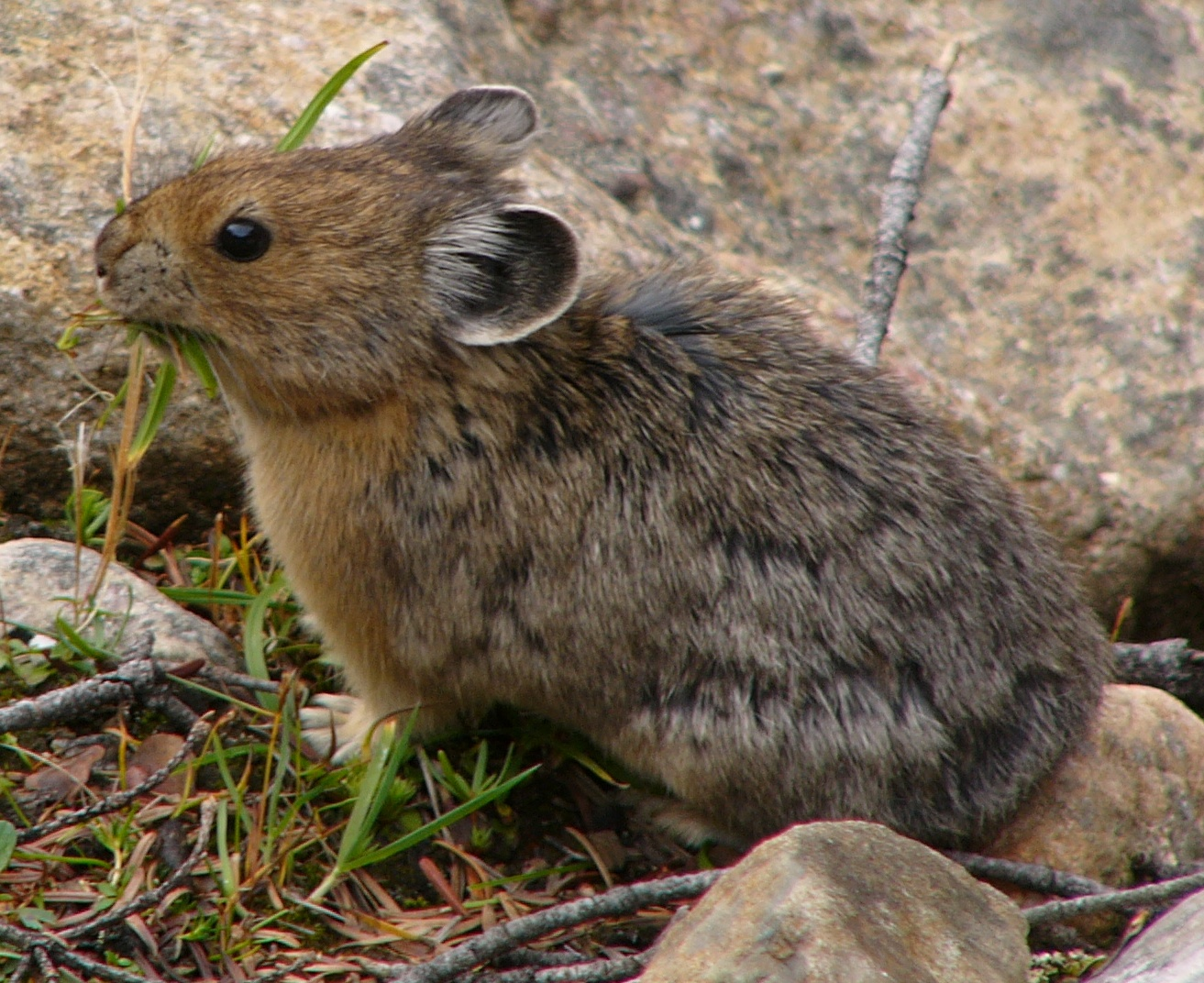
En piphare av arten Ochotona princeps i Kanada.

Hardjur lever företrädesvis på marken och förekommer i olika habitat, från öken över tropiska skogar till den arktisk tundran. Vanligtvis har de ett bo i jorden. Särskilt de arter som kallas kaniner har komplexa bon med tunnlar och kamrar. Den europeiska kaninen skapar en kort tunnel som slutar i ett polstrat bo. Vissa arter av bomullssvanskaniner bygger bon ovan jord av döda växtdelar med ingångar på varje sida. Komplexa bon med flera kamrar, tunnlar och utgångar finns hos några pipharar. Andra pipharar och arter i släktet Pronolagus nyttjar naturliga sprickor och grottor i berget. De harar och kaniner som lever i öppna landskap har fördjupningar i marken som viloplatser.
I ordningen finns både arter som lever ensamma (huvudsakligen i familjen harar och kaniner) och arter som lever i sociala familjegrupper (flera kaniner och pipharar). Pipharar har olika läten för kommunikationen, och på grund av dessa, har de fått sitt svenska namn. Även hos andra socialt levande hardjur finns liknande läten, men dessa är inte lika väl utvecklade. Dessutom klappar de ofta med sina bakre extremiteter, för att varna andra artfränder vid fara. Till kommunikationen hör även uppvisandet av påfallande färgade kroppsdelar och användningen av starkt luktande ämnen.
Hardjur har vanligtvis inga särskilda försvarsmöjligheter och är därför byte för flera olika rovdjur. Deras vanliga skydd är flykten och långt avstånd till fiender. Dessa djur är därför särskilt uppmärksamma och vistas sällan långt från sina bon. Hardjur i öppna landskap kan springa mycket snabbt och byta riktning för att parera angrepp.

### Föda
Hardjur är nästan uteslutande växtätare och livnär sig främst av gräs och örter. De äter dessutom rötter, kvistar och trädens bark. Ett fåtal arter som till exempel snöskoharen äter ibland as när det är brist på annan föda. Som nämnts under rubriken Anatomi är hardjur koprofag. De avsöndrar först mjuk spillning och äter den sedan en gång till för att åtnjuta de näringsämnen som blivit tillgänglig efter matspjälkningen i blindtarmen.
Vissa arter skapar förråd av hö och andra växtdelar i sina bon som de äter under den torra eller kalla årstiden.

### Fortplantning
Många arter kännetecknas av en mycket stark förökning. Trots allt har de flesta arterna begränsade reproduktionstider. Honornas ägg och hannarnas sädesceller blir bara frisatta under ljusa årstider. I regioner med mycket dagsljus över hela året har hardjur inga särskilda parningstider. Detta gäller huvudsakligen för tropiska arter samt arter från tempererade områden som etablerat sig i tropiska regioner. Honans ägglossning utlöses av kopulationen och sker vanligen 10 till 12 timmar efter denna. Själva parningen varar bara i några sekunder, men förekommer upprepade gånger när honan är parningsberedd. Honan kan para sig med olika hannar vid detta tillfälle.
Beroende på art och klimatförhållanden varar dräktigheten mellan 28 dagar (hos vildkanin) och 50 dagar (hos hardjur som lever i arktiska regioner). Ungarna av nästan alla hardjur (undantag familjen harar, Lepidae) är bostannare. Vid födelsen är de blinda och nakna eller bara glest täckta med hår. Dessa ungar öppnar efter cirka 19 dagar sina ögon och är efter ungefär fyra veckor självständiga. Ungar av harar har däremot full utvecklade ögon och öron vid födelsen samt har förmåga att röra sig kort efter födelsen. Därför bygger harar inga speciella bon för sina ungar. Ungarna diar modern under två till fyra veckor. Honans mjölk är rik på fett och protein.
Den nämnda starka förökningen åstadkoms genom korta dräktighets- och utvecklingstider, tidig könsmognad och ett högt antal kullar per individ samt många ungar per kull. Till exempel har några pipharar i stäppområden upp till fem kullar per år med 8 till 13 ungdjur per tillfälle. Hos vildkanin och några andra arter finns mellan fem och sju kullar per år med upp till nio ungar. Å andra sidan dör de flesta individerna tidigt på grund av det stora antalet fiender.

## Hardjur och människan

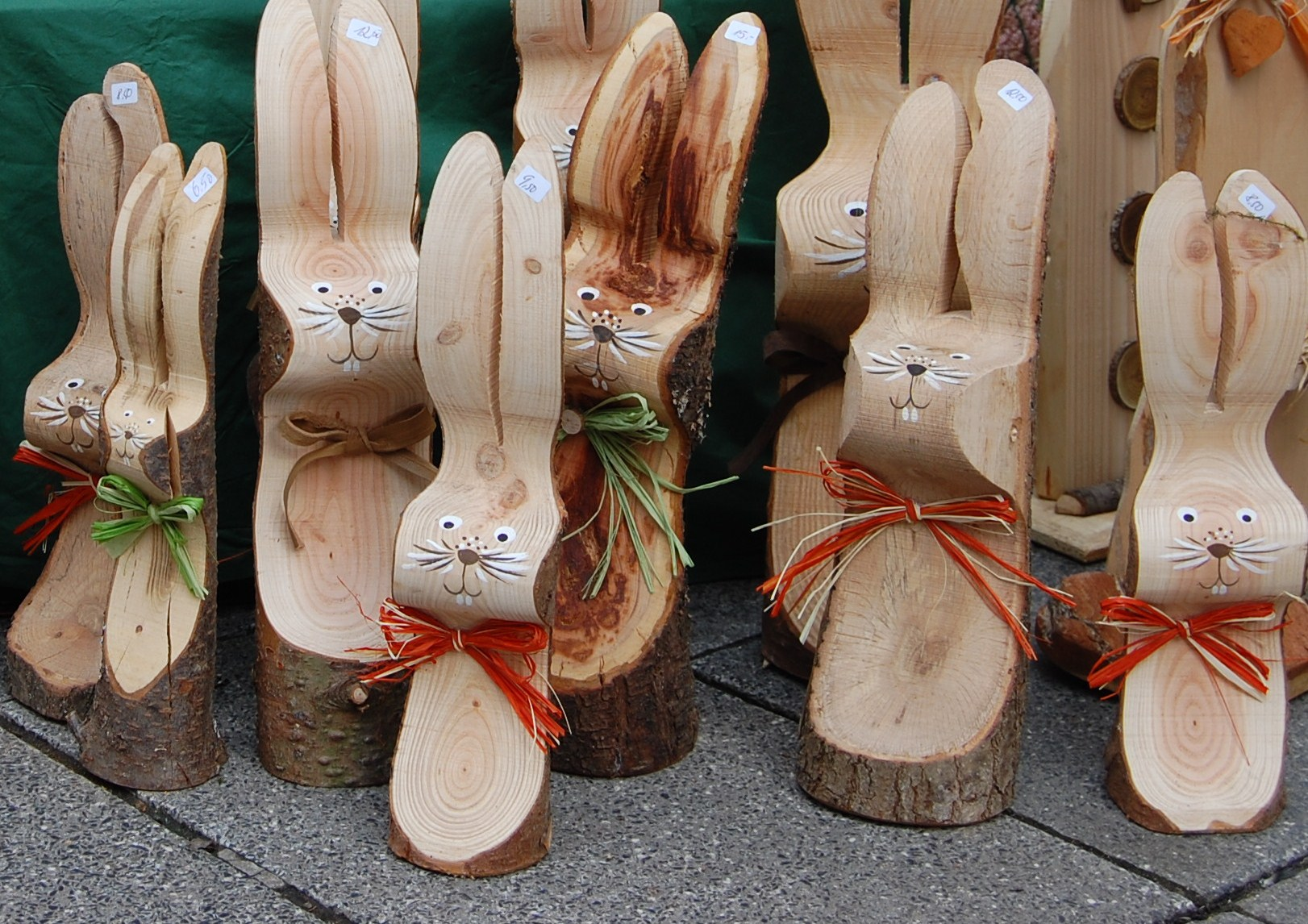
Träfigurer som föreställer påskharen.

Hardjuren har haft en betydande roll i människans kultur på olika sätt. De är ofta en viktig matkälla och jagas därför sedan förhistorisk tid. Flera arter, bland annat fältharen, skogsharen och vildkaninen, har blivit en del av människans mytologi och sagovärld. Exempel på detta från den västliga kulturkretsen är påskharen samt fabeln om Haren och igelkotten.
Som husdjur förekommer bara ett mindre antal arter. Här dominerar den domesticerade formen av vildkanin. Över hela världen har hundratals raser av tamkanin utvecklats för köttets skull samt som sällskapsdjur. Särskilt i Europa och Nordamerika finns många personer som sysslar med kaninavel, och många som är organiserade i föreningar och träffas regelbunden vid utställningar. De flesta andra harar och även pipharar behöver däremot för mycket utrymme och hålls därför sällan eller aldrig som husdjur.
På grund av jakt och förstörelse av utbredningsområdena har en del arter blivit sällsynta eller hotade i beståndet. Det gäller särskilt för arterna bushmanhare, Nesolagus netscheri och Ochotona argentata som av IUCN listas som akut hotade (critically endangered).